# Lightning GT
Lightning GT – sportowy samochód z napędem elektrycznym zbudowany przez Brytyjską firmę Lighting. Sprzedaż rozpocznie się prawdopodobnie w roku 2012.

## Dane Techniczne
Pojazd posiada 2 silniki, każdy niezależnie napędza jedno tylne koło, o sumarycznej mocy 408 KM. W samochodzie zostaną pominięte konwencjonalne hamulce tarczowe, hamowanie odbywać się będzie wyłącznie drogą rekuperacyjną. System baterii NanoSafe™ o pojemności 35 kWh zapewni zasięg 402 km. Przewidywane osiągi to przyśpieszenie od 0 do 100 km/h poniżej 5 sekund oraz prędkość maksymalna wynosząca nawet 241 km/h. Cena Lightning GT wynosi około 150000 GBP.